# 1688
1688 (MDCLXXXVIII) byl rok, který dle gregoriánského kalendáře započal čtvrtkem.

## Události
- březen – první zaznamenaná návštěva Vánočního ostrova
- 5. listopad – Vilém III. Oranžský se vylodil v Anglii; poté svrhl svého tchána, anglického krále Jakuba II. a sám se stal anglickým králem
- 11. prosinec – Jakub II. Stuart prchá z Anglie
- Ludvík Vilém I. Bádenský dobyl Bělehrad, při jeho dobývání těžce raněn Evžen Savojský
- Samara byla povýšena na město
- Ludvík XIV. vyhlásil válku Nizozemsku a vpadl na území Svaté říše římské

### Probíhající události
- 1652–1689 – Rusko-čchingská válka
- 1683–1699 – Velká turecká válka
- 1688–1689 – Slavná revoluce
- 1688–1697 – Devítiletá válka

## Narození
Česko
- 15. srpna – Benno Löbl, břevnovský opat († 2. prosince 1751)
- 12. září – Ferdinand Maxmilián Brokoff, český sochař a řezbář († 8. března 1731)
- ? – Josef Herscher, sochař a řezbář pozdního baroka († 1756)

Svět
- 23. ledna – Ulrika Eleonora Švédská, švédská královna († 24. listopadu 1741)
- 25. ledna – Juraj Jánošík, slovenský zbojník († 17. března 1713)
- 29. ledna – Emanuel Swedenborg, švédský vědec, filosof a teolog († 1772)
- 7. února – Marie Luisa Hesensko-Kasselská, lankraběnka Hesensko-Kasselská a princezna oranžská († 9. dubna 1765)
- 8. února – Pierre Carlet de Chamblain de Marivaux, francouzský spisovatel, dramatik a žurnalista († 12. února 1763)
- 4. dubna – Joseph-Nicolas Delisle, francouzský astronom a kartograf († 11. září 1768)
- 15. dubna
  - Johann Friedrich Fasch, německý hudební skladatel († 5. prosince 1758)
  - Johann Georg Bergmüller, bavorský výtvarník († 30. března 1762)
- 21. května – Alexander Pope, anglický básník († 30. května 1744)
- 10. června – Jakub František Stuart, neúspěšný uchazeč o anglický a skotský trůn († 1. ledna 1766)
- 14. srpna – pruský král Fridrich Vilém I. Pruský († 31. května 1740)
- 13. září – Luca Antonio Predieri, italský hudební skladatel a houslista († 3. ledna 1767)
- 17. září – Marie Luisa Savojská, španělská královna († 14. února 1714)
- 17. října – Domenico Zipoli, italský hudební skladatel a jezuitský misionář († 2. ledna 1726)
- 19. října – Antonio Corradini, benátský sochař období rokoka († 12. srpna 1752)
- 22. listopadu – Nádir Šáh, perský vládce, zakladatel dynastie Afšárovců († 19. června 1747)
- ? – Michail Grigorievič Zemcov ruský barokní architekt († 28. září 1743)

## Úmrtí
Česko
- 28. listopadu – Bohuslav Balbín, český spisovatel, historik a jezuita (* 3. prosince 1621)

Svět
- 27. ledna – Daniel Sinapius-Horčička, slovenský spisovatel (* 3. srpna 1640)
- 28. ledna – Ferdinand Verbiest, flámský misionář, teolog, matematik a astronom (* 9. října 1623)
- 29. ledna – Carlo Pallavicino, italský hudební skladatel (* ? 1640)
- 20. března – Marie Oranžsko-Nasavská, nizozemská princezna (* 5. září 1642)
- 9. května – Fridrich Vilém I. Braniborský, vládce v Braniborsku-Prusku (* 16. února 1620)
- 26. června – Ralph Cudworth, anglický filozof (* 1617)
- 21. července – James Butler, 1. vévoda z Ormonde, anglický státník a irský šlechtic (* 19. října 1610)
- 25. srpna – Henry Morgan, velšský pirát, admirál a guvernér Jamajky (* asi 1635)
- 31. srpna – John Bunyan, anglický křesťanský spisovatel a baptistický kazatel (* 28. listopadu 1628)
- 22. září – François Bernier, francouzský lékař a cestovatel (* 25. září 1620)
- 9. říjen – Claude Perrault, francouzský architekt, teoretik umění, překladatel a lékař (* 25. září 1613)
- 14. října – Joachim von Sandrart, malíř, rytec a historik umění (* 12. května 1606)
- 26. listopadu – Philippe Quinault, francouzský dramatik a libretista (* 3. června 1635)
- 23. prosince – Jean-Louis Lully, francouzský hudební skladatel (* 24. září 1667)
- ? – Reinier Zeeman, holandský malíř (* 1623)
- ? – Giovanni Salvatore, italský hudební skladatel, varhaník a pedagog (* 3. října 1611)

## Hlavy států
- Anglie – Jakub II. (1685–1688) / Vilém III. (1688–1702)
- Francie – Ludvík XIV. (1643–1715)
- Habsburská monarchie – Leopold I. (1657–1705)
- Osmanská říše – Sulejman II. (1687–1691)
- Polsko-litevská unie – Jan III. Sobieski (1674–1696)
- Rusko – Ivan V. (1682–1696) a Petr I. Veliký (1682–1725)
- Španělsko – Karel II. (1665–1700)
- Švédsko – Karel XI. (1660–1697)
- Papež – Inocenc XI. (1676–1689)
- Perská říše – Safí II.